# Landesverteidigungsrat
Der Landesverteidigungsrat war in Österreich ein beratendes Organ des Bundeskanzleramtes bis zur Errichtung des Nationalen Sicherheitsrates im Jahr 2001. Er war im § 5 des Wehrgesetzes verankert.
Der Landesverteidigungsrat bestand aus folgenden Personen:
- Bundeskanzler als Vorsitzender
- Vizekanzler
- Außenminister
- Verteidigungsminister
- zusätzlich konnten andere Bundesminister in beratender Funktion herangezogen werden
- Generaltruppeninspektor
- ein Beamter des Verteidigungsministeriums, der durch den Minister bestimmt wurde
- zwölf Nationalratsabgeordnete und Bundesratsmitglieder der im Parlament vertretenen Parteien, wobei von der stärksten Partei je drei NR-Abgeordnete und ein BR-Mitglied und von der zweitstärksten drei NR-Abgeordnete und ein BR-Mitglied angehören mussten.

Der Landesverteidigungsrat war vor allen Gesetzesänderungen, die die Umfassende Landesverteidigung, nicht nur die Militärische betraf, zur Beratung zu konsultieren. Die Ergebnisse hatten zwar keine bindende Wirkung wurden aber üblicherweise von den Entscheidungsträgern übernommen. Die Beratungen waren vertraulich und nicht für die Öffentlichkeit zugängig. 
Daneben hatten die Mitglieder ein Besuchsrecht bei allen militärischen Einrichtungen. Damit war der Landesverteidigungsrat auch ein Kontrollorgan des Bundesheeres.